# Eublepharis fuscus
El gecko leopardo indio occidental (Eublepharis fuscus) es una especie de geco de la familia Eublepharidae.

## Distribución
Es originario del occidente de la India, en el norte de Karnataka, Maharastra y Guyarat.